# Адміністративне право України
Адміністративне право України — однорідна, відособлена у системі юриспруденції правова матерія, що характеризується як: 1) галузь права; 2) наука; 3) навчальна дисципліна.

## Предмет та метод адміністративного права України
Предметом галузі адміністративного права України є система суспільних відносин між публічною адміністрацією та об'єктами публічного управління, які виникають у сфері владно-розпорядчої діяльності, наданні адміністративних сервісних послуг з метою публічного забезпечення прав і свобод людини

## Адміністративно-правова норма, адміністративно-правові відносини
Адміністративно-правова норма —це встановлене, санкціоноване або ратифіковане державою, формально визначене, юридично обов'язкове, охоронюване засобами державного примусу правило поведінки учасників адміністративно-правових відносин з метою забезпечення публічних прав та свобод людини і громадянина, нормального функціонування громадянського суспільства та держави.
Адміністративно-правові відносини — це форма соціальної взаємодії публічної адміністрації та об'єктів публічного управління, що виникає на підставі адміністративно-правових норм, з метою забезпечення прав та свобод людини і громадянина, нормального функціонування громадянського суспільства і держави, учасники якої мають суб'єктивні права і несуть юридичні обов'язки. Адміністративно-правові відносини мають структуру, яка характеризується взаємопов'язаністю всіх її складових компонентів. До них відносять суб'єкти правовідносин, об'єкти, юридичні факти та зміст правовідносин.

## Принципи адміністративного права
Принципи адміністративного права — це основні вихідні, об'єктивно зумовлені засади, на яких будується діяльність суб'єктів адміністративного права, забезпечуються права та свободи людини і громадянина, нормальне функціонування громадянського суспільства та держави.

## Механізм адміністративно-правового регулювання
Адміністративно-правове регулювання — це цілеспрямований вплив норм адміністративного права на суспільні відносини з метою забезпечення за допомогою адміністративно-правових заходів прав свобод і публічних законних інтересів фізичних і юридичних осіб, нормального функціонування громадянського суспільства та держави.
Механізм адміністративно-правового регулювання — це засоби функціонування єдиної системи адміністративно-правового регулювання з метою забезпечення прав, свобод і публічних законних інтересів фізичних та юридичних осіб, функціонування громадянського суспільства і держави.